# Kurt Nilsen
Kurt Erik Nilsen (født 29. september 1978) er en norsk musiker. Han vandt den norske udgave af Idol i 2003, og hans første single, She's so high, blev den mest solgte i Norge nogensinde. Senere vandt han også World Idol i 2004, hvor han slog sangere fra 10 andre nationer, heriblandt Kelly Clarkson fra USA.

## Diskografi

### Studiealbums
| Titel                                  | Detaljer | Hitlisteplacering | Hitlisteplacering | Hitlisteplacering | Hitlisteplacering | Hitlisteplacering | Hitlisteplacering | Hitlisteplacering |
| Titel                                  | Detaljer | NOR               | AUT               | BEL               | GER               | NL                | SWE               | SWI               |
| -------------------------------------- | --- | ----------------- | ----------------- | ----------------- | ----------------- | ----------------- | ----------------- | ----------------- |
| I                                      | - Released: 8 September 2003 - Released: 15 March 2004 (International version of I, includes "Beautiful Day") - Label: Sony BMG | 1                 | 58                | 8                 | 19                | 51                | —                 | 69                |
| A Part of Me                           | - Released: 8 November 2004 - Label: RCA                                                                                        | 2                 | —                 | —                 | —                 | —                 | —                 | —                 |
| Push Push                              | - Released: October 2007 - Label: RCA                                                                                           | 2                 | —                 | —                 | —                 | —                 | —                 | —                 |
| Rise to the Occasion                   | - Released: April 2008 - Label: RCA                                                                                             | 1                 | —                 | —                 | —                 | —                 | 39                | —                 |
| Have Yourself a Merry Little Christmas | - Released: 2010 - Label: RCA                                                                                                   | 1                 | —                 | —                 | —                 | —                 | —                 | —                 |
| Inni en god periode                    | - Released: 2013 - Label: Sony Music                                                                                            | 1                 | —                 | —                 | —                 | —                 | —                 | —                 |
| Amazing                                | - Released: 10 February 2017 - Label: Sony Music                                                                                | 4                 | —                 | —                 | —                 | —                 | —                 | —                 |

### Livealbums
| Titel                      | Detaljer                                                                                | Hitlisteplacering |
| Titel                      | Detaljer                                                                                | NOR               |
| -------------------------- | --------------------------------------------------------------------------------------- | ----------------- |
| Hallelujah – Live          | - med Espen Lind, Askil Holm og Alejandro Fuentes - Released: 12 June 2006 - Label: RCA | 1                 |
| Hallelujah – Live Volume 2 | - med Espen Lind, Askil Holm og Alejandro Fuentes - Released: 2009 - Label: RCA         | 1                 |
| Kurt Nilsen Live           | - Released: 2013 - Label: Sony Music                                                    | 3                 |

### Singler
| Titel                                                                   | År   | Hitlisteplacering | Hitlisteplacering | Hitlisteplacering | Hitlisteplacering | Hitlisteplacering | Hitlisteplacering | Hitlisteplacering | Hitlisteplacering | Hitlisteplacering | Hitlisteplacering | Album                                  |
| Titel                                                                   | År   | NOR               | AUS               | AUT               | BEL               | GER               | NL                | NZ                | SWE               | SWI               | UK                | Album                                  |
| ----------------------------------------------------------------------- | ---- | ----------------- | ----------------- | ----------------- | ----------------- | ----------------- | ----------------- | ----------------- | ----------------- | ----------------- | ----------------- | -------------------------------------- |
| "She's So High"                                                         | 2003 | 1                 | 60                | 42                | 9                 | 25                | 16                | 38                | —                 | 91                | 25                | I                                      |
| "Here She Comes"                                                        | 2004 | 12                | —                 | —                 | 53                | —                 | —                 | —                 | —                 | —                 | —                 | I                                      |
| "All You Have to Offer"                                                 | 2004 | —                 | —                 | —                 | —                 | —                 | —                 | —                 | —                 | —                 | —                 | I                                      |
| "My Street"                                                             | 2004 | —                 | —                 | —                 | —                 | —                 | —                 | —                 | —                 | —                 | —                 | A Part of Me                           |
| "Before You Leave"                                                      | 2004 | —                 | —                 | —                 | 52                | —                 | —                 | —                 | —                 | —                 | —                 | A Part of Me                           |
| "Never Easy"                                                            | 2005 | —                 | —                 | —                 | —                 | —                 | —                 | —                 | —                 | —                 | —                 | A Part of Me                           |
| "When the Stars Go Blue" (featuring Venke Knutson)                      | 2006 | 14                | —                 | —                 | —                 | —                 | —                 | —                 | —                 | —                 | —                 | Venke Knutson's Places I've Been       |
| "Hallelujah" (med Espen Lind, Askil Holm og Alejandro Fuentes)          | 2006 | 1                 | —                 | —                 | —                 | —                 | —                 | —                 | —                 | —                 | —                 | Hallelujah – Live                      |
| "Boys of Summer" (med Espen Lind, Askil Holm og Alejandro Fuentes)      | 2006 | 12                | —                 | —                 | —                 | —                 | —                 | —                 | —                 | —                 | —                 | Hallelujah – Live                      |
| "Push, Push"                                                            | 2007 | 1                 | —                 | —                 | —                 | —                 | —                 | —                 | —                 | —                 | —                 | Push Push                              |
| "Silence"                                                               | 2007 | 9                 | —                 | —                 | —                 | —                 | —                 | —                 | —                 | —                 | —                 | Push Push                              |
| "Reality Kicks"                                                         | 2008 | 20                | —                 | —                 | —                 | —                 | —                 | —                 | —                 | —                 | —                 | Push Push                              |
| "Lost Highway" (featuring Willie Nelson)                                | 2008 | 1                 | —                 | —                 | —                 | —                 | —                 | —                 | —                 | —                 | —                 | Rise to the Occasion                   |
| "Don't Have What It Takes"                                              | 2008 | 19                | —                 | —                 | —                 | —                 | —                 | —                 | —                 | —                 | —                 | Rise to the Occasion                   |
| "Rise to the Occasion"                                                  | 2008 | —                 | —                 | —                 | —                 | —                 | —                 | —                 | 38                | —                 | —                 | Rise to the Occasion                   |
| "With or Without You" (med Espen Lind, Askil Holm og Alejandro Fuentes) | 2009 | 1                 | —                 | —                 | —                 | —                 | —                 | —                 | —                 | —                 | —                 | Hallelujah – Live Volume 2             |
| "Himmel på jord"                                                        | 2010 | 4                 | —                 | —                 | —                 | —                 | —                 | —                 | —                 | —                 | —                 | Have Yourself a Merry Little Christmas |
| "Adieu"                                                                 | 2013 | 9                 | —                 | —                 | —                 | —                 | —                 | —                 | —                 | —                 | —                 | Ikke på et album                       |
| "Engler i sneen" (med Lene Marlin)                                      | 2013 | 7                 | —                 | —                 | —                 | —                 | —                 | —                 | —                 | —                 | —                 | Ikke på et album                       |
| "Stjernesludd"                                                          | 2014 | 21                | —                 | —                 | —                 | —                 | —                 | —                 | —                 | —                 | —                 | Have Yourself a Merry Little Christmas |
| "Gje meg handa di venn" (med Helene Bøksle)                             | 2014 | 23                | —                 | —                 | —                 | —                 | —                 | —                 | —                 | —                 | —                 | Have Yourself a Merry Little Christmas |
| "Nå tennes tusen julelys" (med KORK)                                    | 2014 | 26                | —                 | —                 | —                 | —                 | —                 | —                 | —                 | —                 | —                 | Have Yourself a Merry Little Christmas |

### Andre udgivelser
- 1998 Shoe (fr atidligere band Breed; senereFenrik Lane)
- 2002 Come Down Here (EP) norske albumhitliste: #2)[12] (med Fenrik Lane)
- 2003 Idol '03 (norske albumhitliste: #1)
- 2011 Mitt lille land, med andre kunstnere